# Andrew Whyment
Andrew Whyment (* 2. April 1981 in Salford, England) ist ein britischer Schauspieler, bekannt für seine Rolle als Kirk Sutherland in der ITV-Seifenoper Coronation Street.

## Leben
Whyment erlernte die Schauspielerei auf der Laine Johnson Theatre School in Manchester. In den 1990er Jahren konnte er kleinere Rollen in verschiedenen britischen Dramen ergattern. Sein Durchbruch gelang Whyment 1999 mit der Rolle des Darren Sinclair-Jones in der BBC-Serie The Royal Family. Nachdem er bereits im Oktober 1999 als Wayne in der ITV-Seifenoper Coronation Street zu sehen war, bekam er im Jahr darauf die Rolle des Kirk Sutherland. Im Jahr 2003 wurde er mit dem Preis für Best Comedy Performance bei den British Soap Awards ausgezeichnet.
Andrew Whyment ist nicht nur Schauspieler, sondern auch Musiker und machte während des Colleges drei Jahre lang Straßenmusik in Manchester. Er hatte auch seine eigene Band namens "Norton".
Im Jahr 2007 heiratete er seine Frau Nicola Whyment-Willis. Die beiden haben zwei Kinder und leben in Atherton, England.
Im November 2023 war Whyment als Wombat Kandidat bei einer Spezialfolge der britischen Version von The Masked Singer für ehemalige I’m a Celebrity … Get Me Out of Here!-Teilnehmer und erreichte den dritten Platz.